# Ryan Mendes da Graca
Ryan Isaac Mendes da Graça (Fogo, 8 de enero de 1990) es un futbolista caboverdiano. Juega de delantero y su equipo es el Kocaelispor de la Superliga de Turquía.
Es el jugador caboverdiano que más partidos ha diputado en competiciones de la UEFA, con un total de 15 encuentros disputados.

## Selección nacional
Ha sido internacional con la selección de fútbol de Cabo Verde en 89 ocasiones y ha anotado 22 goles.

### Participaciones internacionales
| Torneo                         | Sede              | Resultado        |
| ------------------------------ | ----------------- | ---------------- |
| Copa Africana de Naciones 2013 | Sudáfrica         | Cuartos de final |
| Copa Africana de Naciones 2015 | Guinea Ecuatorial | Fase de grupos   |
| Copa Africana de Naciones 2021 | Camerún           | Octavos de final |
| Copa Africana de Naciones 2023 | Costa de Marfil   | Cuartos de final |

## Clubes
| Club                             | País                   | Año       |
| -------------------------------- | ---------------------- | --------- |
| Le Havre A. C.                   | Francia                | 2008-2012 |
| Lille O. S. C.                   | Francia                | 2012-2017 |
| Nottingham Forest F. C. (cedido) | Inglaterra             | 2015-2016 |
| Kayserispor                      | Turquía                | 2017-2018 |
| Sharjah F. C.                    | Emiratos Árabes Unidos | 2018-2020 |
| Al-Nasr S. C.                    | Emiratos Árabes Unidos | 2020-2023 |
| Fatih Karagümrük S. K.           | Turquía                | 2023-2024 |
| Kocaelispor                      | Turquía                | 2024-     |

## Palmarés

### Títulos nacionales
| Título                                  | Club          | País                   | Año  |
| --------------------------------------- | ------------- | ---------------------- | ---- |
| UAE Pro League                          | Sharjah F. C. | Emiratos Árabes Unidos | 2019 |
| Supercopa de los Emiratos Árabes Unidos | Sharjah F. C. | Emiratos Árabes Unidos | 2019 |